# Pandanus oblongus
Pandanus oblongus là một loài thực vật có hoa trong họ Dứa dại. Loài này được (Brongn.) Balf.f. miêu tả khoa học đầu tiên năm 1878.